# Jag dräpte
Pour plus de détails, voir Fiche technique et Distribution.
Jag dräpte est un film suédois réalisé par Olof Molander, sorti en 1943.

## Synopsis
Alors qu'il se fait opérer sous anesthésie par un médecin, le patient révèle qu'il est en couple avec la femme de ce dernier. Après les complications de l'opération, l'homme meurt et le médecin est convaincu que c'est lui qui l'a tué. Afin de le débarrasser des obsessions, l'hôpital décide qu'il doit effectuer une opération similaire, qu'il parvient à mener. N'osant risquer aucun des patients réguliers, la femme du médecin intervient sans qu'il sache qui il opère.

## Fiche technique
- Titre : Jag dräpte
- Réalisation : Olof Molander
- Scénario : Olof Molander et Toralf Sandø d'après la pièce de Victor Borg
- Photographie : Göran Strindberg
- Musique : Jules Sylvain (en)
- Pays de production : Suède
- Format : Noir et blanc - 1,37:1 - Mono
- Genre : drame
- Date de sortie : 1943

## Distribution
- Anders Henrikson : Hans Greger
- Arnold Sjöstrand : Richard Cornell
- Irma Christenson : Liv Cornell
- Tollie Zellman : Mrs. Lilly Smith
- Marianne Löfgren : Mrs. Berg
- Hilda Borgström : Miss Ruth Miller
- Alf Kjellin : Harris
- Gunnar Björnstrand : Lindén
- Mai Zetterling : Miss Peters